# Hopetounia
Hopetounia is een geslacht van vlinders van de familie spinneruilen (Erebidae), uit de onderfamilie Calpinae.

## Soorten
- H. albida Hampson, 1926
- H. carda Swinhoe, 1902
- H. marginata Hampson, 1926
- H. pudica Lower, 1903